# نظم و قانون: دادگاه با هیئت منصفه
نظم و قانون: دادگاه با هیئت منصفه (انگلیسی: Law & Order: Trial by Jury) یک مجموعه تلویزیونی ساخت ایالات متحده است که در نیویورک سیتی اتفاق می‌افتد. این مجموعه، دنباله‌ای است بر نظم و قانون، اثر موفق دیک وولف. تمرکز این مجموعه، به طور ویژه روی مراحل دادگاه و نحوهٔ آماده شدن دادستان و وکیل مدافع برای ارائهٔ شواهد در برابر هیئت منصفه است.
این مجموعه تلویزیونی از مارس ۲۰۰۵ تا ژانویه ۲۰۰۶، در ساعت ۱۰ شب جمعه‌ها روی شبکهٔ ان‌بی‌سی پخش می‌شد.